# 想昆必勒格
想昆必勒格（?—?），蒙古海都汗的孙子，察剌孩领忽的长子，古代蒙古部贵族首领。
必勒格是名字，想昆为官职。当时，蒙古臣属于契丹辽国，想昆必勒格时，部族渐强，被辽进封为“详稳”（即汉语的相公、辽朝授予大部族下设官职），蒙古语讹为“想昆”。传至其子俺巴孩时，别立为泰赤乌部。想昆必勒格伯父拜姓忽兒的孙子合不勒汗死后，俺巴孩成为蒙古人的首领。想昆必勒格的曾孙塔里忽台在也速该死后，成为铁木真家族的的敌人，泰赤乌部被成吉思汗兼并。